# آدریان بولت
آدریان بولت (انگلیسی: Adrian Boult؛ ۸ آوریل ۱۸۸۹ – ۲۴ مارس ۱۹۸۳) یک رهبر ارکستر اهل بریتانیا بود.